# فاليري ماسون-ديلموت
فاليري ماسون-ديلموت (بالفرنسية: Valérie Masson-Delmotte) عالمة مناخ فرنسية ومديرة أبحاث في الفرنسية للطاقات البديلة والطاقة الذرية، تعمل في مختبر علوم المناخ والبيئة (LSCE).  تستخدم بيانات من قراءات المناخات السابقة لاختبار نماذج تغير المناخ، وساهمت في إعداد العديد من تقارير اللجنة الدولية للتغيرات المناخية.

## النشأة والتعليم
ولدت فاليري في 29 أكتوبر 1971 لوالدين يعملان في تدريس الغة الإنجليزية، ونشأت في مدينة نانسي في شمال شرق فرنسا.  أكملت دبلوم الدراسات المتقدمة في الهندسة مع مرتبة الشرف في المدرسة المركزية بباريس عام 1993.  كما حصلت على درجة الدكتوراة من نفس المؤسسة عام 1996 في فيزياء الموائع والتحويلات. تناولت أطروحة الدكتوراة التي قدّمتها «محاكاة المناخ لعصر الهولوسين باستخدام نماذج الدوران العامة للغلاف الجوي؛ تأثيرات المعايير».

## الوظيفة والتأثير
بعد الدكتوراه، بدأت ماسون ديلموت العمل باحثةً في مختبر المناخ والعلوم البيئية في مفوضية الطاقة الذرية (CEA).  أصبحت رئيسة مجموعة المناخ القديم عام 2010، ورئيسة مجموعة بحثية عام 1998، وأكملت تأهيلها في عام 2004.  منذ عام 2008، شغلت منصب مدير الأبحاث / كبير العلماء في مفوضية الطاقة الذرية.  تشمل أبحاثها مراقبة بخار الماء وتجمع بين تقلبات المناخ السابقة (بفحص قلب الجليد، حلقات الأشجار) وإجراء المحاكاة، لمعالجة النماذج المناخية الحالية. 
عملت ماسون-ديلموت في العديد من المشاريع الوطنية والدولية بما في ذلك الهيئة الحكومية الدولية المعنية بتغير المناخ. منذ عام 2014، كانت عضوًا في المجلس الفرنسي الاستراتيجي للبحوث. 
لها إصدارات كثيرة، بما في ذلك العديد من الكتب الموجّهة لعامة الناس وكذلك كتب الأطفال.  

### الهيئة الحكومية الدولية المعنية بتغير المناخ
في أكتوبر 2015، انتُخبت رئيسة مشاركة لمجموعة العمل1 التابعة للهيئة الحكومية الدولية المعنية بتغير المناخ، وهي المجموعة التي «تدرس أساس العلوم الفيزيائية».  كانت الكاتبة الرئيسية المنسقة لفصل المناخ القديم في تقرير التقييم الخامس للهيئة الحكومية الدولية المعنية بتغير المناخ.  تقود حاليًا أنشطة مجموعة العمل الأولى التابعة للهيئة الحكومية الدولية المعنية بتغير المناخ لدورة تقرير التقييم السادس (AR6). 

## الجوائز والتكريم
فازت ماسون-دلموت بجائزة مارثا ت. موسى لمساهمتها في علوم القطب الجنوبي في عام 2015.  كما فازت بالجائزة الفرنسية النمساوية آميدي عام 2014  وجائزة إرين جوليت-كوري للنساء العالمات عام 2013.  فازت بجائزة التميز العلمي في عام 2011، وجائزة ديكارت من المفوضية الأوروبية للبحث التعاوني عبر الوطني عام 2008.  ارتبطت بجائزة نوبل للسلام لعام 2007 الممنوحة لآل جور والهيئة الحكومية الدولية المعنية بتغير المناخ.  حصلت على جائزة جائزة إيتيني روث الكبرى من الأكاديمية الفرنسية للعلوم في عام 2002.  في عام 2019 حصلت على ميدالية ميلوتين ميلانكوفيتش 2020 المقدمة من الاتحاد الأوروبي لعلوم الأرض. 

## روابط خارجية
- صفحة الويب فاليري ماسون ديلموت نسخة محفوظة 14 سبتمبر 2020 على موقع واي باك مشين.
- فاليري ماسون ديلموت على الباحث في Google